# Колесников, Юрий Леонидович
Юрий Леонидович Колесников (род. 1957) — профессор, доктор физико-математических наук, проректор учебно-организационной и административной работы Университета ИТМО.
Занимается изучением информационных технологий в образовании, фотоники, лазерной техники, спектроскопии, истории науки и техники.

## Награды
- 1981 — медаль «За трудовую доблесть»
- 1996 — медаль «300 лет Российскому Флоту»
- 2004 — медаль «В память 300-летия Санкт-Петербурга»
- 2007 — медаль С. Э. Фриша за выдающиеся заслуги педагога и в совершенствовании оптического образования и популяризации оптической науки
- 2012 — Почётный работник высшего профессионального образования Российской Федерации
- Награждён нагрудным знаком «Лауреат Всероссийского выставочного центра» и другими почетными наградами

## Общественная деятельность
Является основоположником нескольких важных для России интернет-проектов, таких как сайт Совета ректоров вузов Санкт-Петербурга, сайт Истории Ленинградского областного студенческого отряда, сайт Оптического общества им. Д. С. Рождественского.
Для родного института также создал ряд интернет-проектов, таких как интернет-портал НИУ ИТМО, сайт выпускников Университета ИТМО, Виртуальный музей НИУ ИТМО, сайт Абитуриент НИУ ИТМО и др.

## Биография
- В 1974 году поступает в Ленинградский институт точной механики и оптики (ЛИТМО) по специальности «Оптические и оптико-электронные приборы» и в 1980 году его с отличием оканчивает
- В 1983 поступает и в 1986 году оканчивает аспирантуру ЛИТМО
- В 1988 году получает ученую степень кандидата физико-математических наук
- с 1990 года доцент кафедре физики
- В 1994 году назначается заместителем Первого проректора В. Н. Васильева
- В 1997 году становится проректором университета по учебно-организационной и административной работе
- В 1999 году защищает докторскую диссертацию и получает звание профессора
- С 2000 года действительный член Петровской академии наук и искусств
- С 2003 года член-корреспондент Академии инженерных наук имени А. М. Прохорова
- С 2006 года декан факультета профориентации и довузовской подготовки

## Научные труды
Колесников Юрий Леонидович — автор более 190 научных и учебно-методических трудов в области оптики, молекулярной оптики, лазерной физики и физики адсорбированного состояния, информационных технологий и защиты информации, физики и методики преподавания физики, истории науки и техники.
В числе работ профессора учебные пособия:
- Руководство к лабораторному практикуму по механике и молекулярной физике. Учебное пособие. Под редакцией Ю. Л. Колесникова, Н. А. Ярышева. — СПб: БХВ-Петербург, 1999. — 106 с.
- Башнина Галина Львовна,Колесников Юрий Леонидович и др./ Учебное пособие. — Изд: Питер 2011
- Колесников Ю. Л., Алексеев С. А., Стафеев С. К., Богданов Г. Б. Унифицированное рабочее место студента для изучения оптикоэлектронных приборов, физической оптики и простейших оптических приборов // В книге: Индустрия образования: Сб. статей. Выпуск 3. — М.: МГИУ, 2002. — 360 с.
- Колесников Ю. Л., Потеев М. И., Шеламова Т. В., Куркин А. В. Использование информационных технологий для построения виртуального музея университета // В книге: Труды X Всероссийской научно-методической конференции «Телематика’2003», Т.1. — СПб.: 2003.- С.212.
- Колесников Ю. Л., Осовецкий Л. Г., Чуфаров Е. В. Моделирование защищенной системы дистанционного обучения // В книге: Труды X Всероссийской научно-методической конференции «Телематика’2003», Т.2. — СПб.: 2003.- С.394.
- Колесников Ю. Л., Колесникова Т. Д., Королев А. А., Стафеев С. К. и др./ Пособие по физике для поступающих в вузы — СПб.: Питер, 2004.- 287 с.
- Земский В. И., Колесников Ю. Л., Мешковский И. К. Физика и техника импульсных лазеров на красителях. — СПб.: СПбГУ ИТМО, 2005.-176 с. и другие